# Almanacco letterario Bompiani
L'Almanacco letterario Bompiani è un periodico annuale che venne pubblicato nel 1925 dalla casa editrice Bompiani e diretto da Valentino Bompiani.
L'almanacco, che al momento della pubblicazione portava il titolo di "Almanacco letterario", nacque con l'intento di far conoscere ad un pubblico specializzato i più importanti temi letterari e artistici contemporanei.
 Esso venne sospeso nel 1943 e ripreso solamente nel 1959 per essere rinominato nel 1971 come "Almanacco Bompiani".